# Lauren German
Lauren German (Huntington Beach, Kalifornia, 1978. november 29. –) amerikai színésznő.
2002-ben szerepelt a Séta a múltba című filmben. Ezután két horrorfilmben kapott szerepet, ezek: A texasi láncfűrészes mészárlás és a Motel 2.. 
2011 és 2012 között Lori Weston ügynök főszerepében volt látható a Hawaii Five-0 című sorozatban, majd 2012 és 2014 között mint Leslie Shay a Lángoló Chicago-ban. 2016 óta Chloe Decker nyomozót alakította a Lucifer című filmsorozatban.

## Filmográfia

### Film
| Év   | Magyar cím Eredeti cím                                        | Szerep         | Rendező                       |
| ---- | ------------------------------------------------------------- | -------------- | ----------------------------- |
| 2000 | Rád vagyok kattanva (Down to you)                             | Szerető nő     | Kris Isacsson                 |
| 2002 | Séta a múltban (A Walk to Remember)                           | Belinda        | Adam Shankman                 |
| 2002 | Dead Above Ground                                             | Darcy Peters   | Chuck Bowman                  |
| 2002 | A Midsummer Night's Rave                                      | Elena          | Gil Gates Jr.                 |
| 2003 | A texasi láncfűrészes mészárlás (The Texas Chainsaw Massacre) | Öngyilkos lány | Marcus Nispel                 |
| 2005 | Rx                                                            | Melissa        | Ariel Vromen                  |
| 2005 | Ásó, kapa, vadkaland (Standing Still)                         | Jennifer       | Matthew Cole Weiss            |
| 2005 | Born killers                                                  | Gertle         | Morgan J. Freeman             |
| 2007 | It Is Fine! Everything Is Fine.                               | Ruth           | David Brothers Crispin Glover |
| 2007 | Spin                                                          | Cassie         | Henry Pincus                  |
| 2007 | Love and Mary                                                 | Mary           | Elizabeth Harrison            |
| 2007 | Motel 2 (Hostel: Part II)                                     | Beth           | Eli Roth                      |
| 2007 | What We Do Is Secret                                          | Belinda        | Rodger Grossman               |
| 2008 | Mating Dance                                                  | Abby           | Cate Caplin                   |
| 2009 | Made for Each Other                                           | Catherine      | Daryl Goldberg                |
| 2009 | Rém sötét vidék (Dark Country)                                | Gina           | Thomas Jane                   |
| 2011 | Hasadás (The Divide)                                          | Eva            | Xavier Gens                   |

### Televízió
| Év        | Magyar cím Eredeti cím                  | Szerep                | Megjegyzés                        |
| --------- | --------------------------------------- | --------------------- | --------------------------------- |
| 2000      | Alul semmi (Undressed)                  | Kimmy                 | TV sorozat                        |
| 2001      | Shotgun Love Dolls                      | Beth                  | TV-film                           |
| 2001      | Hetedik mennyország (7th Heaven)        | Marie                 | Magyarázat című epizódban         |
| 2002      | Going to California                     | Tiffany               | A 15. epizódban                   |
| 2003      | A magányos lovas (The Lone Ranger)      | Emily Landry          | TV-film                           |
| 2005      | Sex, Love & Secrets                     | Rose                  | Főszerep                          |
| 2006      | Ki voltál, lányom? (Surrender, Dorothy) | Maddy                 | TV-film                           |
| 2010      | Happy Town                              | Henley Boone / Chloe  | Főszerep                          |
| 2011      | Tökéletes célpont (Human Target)        | Angie Anderson        | Az orosz kapcsolat című epizódban |
| 2011      | Memphis Beat                            | Kaylee Slater         | A 18. és 20. epizódban            |
| 2011-2012 | Hawaii Five-0 (Hawaii Five-0)           | Lori Weston           | Főszerep a 2. évadban             |
| 2012-2015 | Lángoló Chicago (Chicago Fire)          | Leslie Elizabeth Shay | Főszerep (49 epizódban)           |
| 2014      | Bűnös Chicago (Chicago P.D.)            | Leslie Elizabeth Shay | 2 epizódban                       |
| 2016-2021 | Lucifer az Újvilágban (Lucifer)         | Chloe Decker          | Főszerep                          |

## Fordítás
- Ez a szócikk részben vagy egészben  a   Lauren German című angol Wikipédia-szócikk fordításán alapul.  Az eredeti cikk szerkesztőit annak laptörténete sorolja fel. Ez a jelzés csupán a megfogalmazás eredetét és a szerzői jogokat jelzi, nem szolgál a cikkben szereplő információk forrásmegjelöléseként.